# 2255 Qinghai
2255 Qinghai eller 1977 VK1 är en asteroid i huvudbältet som upptäcktes den 3 november 1977 av Purple Mountain-observatoriet i Nanjing, Kina. Den är uppkallad efter den kinesiska provinsen Qinghai.
Asteroiden har en diameter på ungefär 24 kilometer.